# 개꽃마리속
개꽃마리속(Myosotis)은 지치과의 속이다. 물망초(M. scorpioides), 들물망초(M. arvensis)를 비롯한 유럽의 꽃이 '나를 잊지 마오'(독-Vergissmeinnicht)라는 꽃말을 가져 물망초(勿忘草)로도 불린다. 14세기 헨리 4세가 자신의 문장으로 채택한 꽃으로 유명해져서 이 꽃을 가진 사람은 연인에게 버림 받지 않는다는 설화가 있다. 영어로는 Forget-me-not인데 독어의 Vergissmeinnicht를 직역한 것이다. 가수 조용필의 물망초에도 이런 가사가 있다. 개꽃마리(M. laxa)와 왜지치(M. scorpioides)가 한국에 자생한다.

## 용도
원산지는 유럽이며, 대부분 관상용으로 주로 심는다.

## 분류 및 생김새
한해살이풀로 분류시키며, 털이 나있고 바소의 형태를 하고 있다. 잎자루도 있다. 줄기의 잎은 잎자루가 없고 대부분 길쭉한 타원모양이 되어 있다.
꽃말은 나를 잊지말아요이다.

### 주요 종
- 고산물망초 (Myosotis alpestris)
- 들물망초 (Myosotis arvensis)
- Myosotis asiatica
- Myosotis azorica
- Myosotis caespitosa
- Myosotis decumbens
- Myosotis discolor
- Myosotis latifolia
- 개꽃마리 (Myosotis laxa)
- Myosotis nemorosa
- Myosotis ramosissima
- 물망초 (Myosotis scorpioides)
- Myosotis secunda
- Myosotis sicula
- Myosotis stricta
- 왜지치 (Myosotis sylvatica)
- Myosotis verna

## 개화
꽃은 5월부터 6월까지 하늘색인 채로 한쪽으로 풀리는 형식인 총상꽃차례를 이룬다. 화관은 서닐곱개로 갈라지며 인부에는 몇몇 비늘조각이 있다.

## 이름 번역
- 1. Vergissmeinnicht (유럽 이름, 페어기스마인니히트 [독일어])
  - 2. forget-me-not (영미권 이름, 포겟 미 낫 [영어])
    - 3. 勿忘草·忘れな草 (일본 이름, 와스레나구사 [일본어], 1905년에 식물학자 카와카미 타키야가 번역)
      - 4. 물망초 (한국 이름, 물망초 [한국어])

## 독일의 전설
- 물망초의 원산지인 독일의 전설이다.

독일의 전설에 따르면, 옛날에 도나우강 가운데 있는 섬에서 자라는 이 꽃을 애인에게 꺾어주기 위해 한 청년이 그 섬까지 헤엄을 쳐서 갔다고 한다. 그런데, 그 청년은 그 꽃을 꺾어 가지고 오다가 급류에 휘말리자 가지고 있던 꽃을 애인에게 던져 주고는 ‘나를 잊지 말라’는 한마디를 남기고 사라졌다고 한다. 그녀는 사라진 애인을 생각하면서 일생 동안 그 꽃을 몸에 지니고 살았고. 그래서 꽃말이‘나를 잊지 말아요’가 되었다고 한다